# Obróbka wygładzająca
Obróbka wygładzająca (wygładzanie) – wykończeniowa obróbka ścierna dokonywana głównie w celu zwiększenia gładkości obrabianych powierzchni. Wygładzanie przeprowadza się przy pomocy osełek (pilników ściernych). Obróbka taka cechuje się znacznie mniejszą szybkością skrawania od szybkości szlifowania.

## Podział
Wyróżnia się trzy sposoby wygładzania różniące się kinematyką ruchów roboczych i zastosowaniem:
- honowanie (obciąganie, gładzenie, dogładzanie długoskokowe)
- dogładzanie oscylacyjne (superfinisz, dogładzanie krótkoskokowe lub w skrócie dogładzanie)
- dogładzanie osełkowe (lapowanie osełkowe)